# Литературная премия Сэя Ито
Литературная премия Сэя Ито (яп. 伊藤整文学賞 Ито: Сэй бунгаку сё:) — литературная премия Японии, вручавшаяся в 1990—2014 годах.
Учреждена в 1990 году в городе Отару в память о родившемся там писателе и критике Сэе Ито (1905—1969). Присуждалась ежегодно в двух номинациях: художественное произведение дзюнбунгаку и литературоведческое исследование. Лауреаты получали бронзовую статуэтку и денежную сумму в размере 1 миллиона иен. Премия курировалась специальным оргкомитетом, муниципалитетом Отару и компанией «Хоккайдо симбунся». В связи с финансовыми сложностями оргкомитетом было принято решение сделать присуждение юбилейной 25-й по счёту премии в 2014 году последним.

## Лауреаты премии
В отдельные годы в одной из номинаций премия присуждалась сразу двум авторам, в нескольких случаях — ни одному.

### За художественное произведение
- 1990: Кэндзабуро Оэ — «Родственники жизни» (人生の親戚)
- 1991: Тэцуо Миура — «Попутчик» (みちづれ)
- 1992: Кэйдзо Хино — «Год на круче» (断崖の年)
- 1993: Харудзи Уэниси — «Равнина Токати» (十勝平野)
- 1994: Кунио Огава — «Гавань печали» (悲しみの港)
- 1995: Юко Цусима — «Ветер! Ветер, мчащийся по небу!» (風よ、空駆ける風よ)
- 1996: Ивао Мацуяма — «Камень в темноте» (闇のなかの石)
- 1997: Така Исава — «Моё место — в аду. Жизнь Акэгарасу Хая» (地獄は一定すみかぞかし　小説暁烏敏)
- 1998: не присуждалась; выбранный жюри автор Тёкицу Куруматани («Попытка двойного самоубийства на водопаде Акамэ-ситидзюя», 赤目四十八瀧心中未遂) от премии отказался из-за принципиального непринятия им взглядов Ито на литературу.
- 1999: Таэко Коно — «История о последствиях любви» (後日の話)
- 2000: Хироми Каваками — «Утопление» (溺レる)
- 2001: Мидзуко Масуда — «Цукиёми» (月夜見)
- 2002: Гэнъитиро Такахаси — «История расцвета и упадка японской литературы» (日本文学盛衰史)
- 2003: Ёко Тавада — «Подозрительные пассажиры твоих ночных поездов» (容疑者の夜行列車)[a]
- 2004: Кадзусигэ Абэ — «Сенсимилья» (シンセミア)
- 2005: Ёрико Сёно — «Кумбхира» (金毘羅)
- 2006: Масахико Симада — «Сёстры упадка» (退廃姉妹)
- 2007: Юити Сэйрай — «Эпицентр взрыва» (爆心)
- 2008: Анна Огино — «Краб, он и я» (蟹と彼と私)
- 2009: Хидэо Леви — «Поток» (仮の水)
- 2010: не присуждалась
- 2011:
1) Мицуё Какута — «Дом на дереве» (ツリーハウス)
2) Кацусукэ Мияути — «Дьявольская любовь» (魔王の愛)
- 2012: Тосиюки Хориэ — «Пастушья сумка» (なずな)
- 2013:
1) Таку Мики — «К.» (K)
2) Нобору Цудзихара — «Зимнее путешествие» (冬の旅)
- 2014: Кадзуми Саэки — «渡良瀬»

### За литературоведческое исследование
- 1990: Сюн Акияма — «Доказательства жизни» (人生の検証)
- 1991: Рюдзо Саки — «Реестр социального положения» (身分帳)
- 1992: Дзиро Кавамура — «Переплетение аллегорий» (アレゴリーの織物)
- 1993: не присуждалась
- 1994: Нацуки Икэдзава — «Хэппи-энд» (楽しい終末)
- 1995: Хидэаки Окэтани — «Ито Сэй» (伊藤整)
- 1996: Кодзин Каратани — «Анго Сакагути и Накагами Кэндзи» (坂口安吾と中上健次)
- 1997: Токио Игути — «Янагита Кунио и современная литература» (柳田国男と近代文学)
- 1998: Норихиро Като — «Япония после капитуляции» (敗戦後論)
- 1999: Мититаро Тада — «Метаморфоза и поджог» (変身 放火論)
- 2000: Инухико Ёмота — «Ссылка в Марокко» (モロッコ流謫)
- 2001: Синъити Накадзава — «Философия японика» (フィロソフィア・ヤポニカ)
- 2002: Масаси Миура — «Конец молодёжи» (青春の終焉)
- 2003: не присуждалась
- 2004: Минато Кавамура — «Гора Фудараку» (補陀落)
- 2005: Таэко Томиока — «Ихара Сайкаку и его чувственный мир» (西鶴の感情)
- 2006: Масааки Каваниси — «Такэда Тайдзюн: биография» (武田泰淳伝)
- 2007: Юко Дэгути — «Анго Сакагути, столетний анфан террибль» (坂口安吾　100歳の異端児)
- 2008: Хироси Хомура — «Друзья танка» (短歌の友人)
- 2009: Рэйдзи Андо — «Мандала света» (光の曼陀羅)
- 2010:
1) Хидэо Такахаси — «Материнство. Топос современной японской литературы и музыки» (母なるもの―近代文学と音楽の場所)
2) Акио Миядзава — «Чтение, требующее времени — томность „Механизма“ Ёкомицу Риити» (時間のかかる読書―横光利一『機械』を巡る素晴らしきぐずぐず)
- 2011: не присуждалась
- 2012: Сабуро Кавамото — «Образ [Китахара] Хакусю» (白秋望景)
- 2013: не присуждалась
- 2014: Со Курокава — «国境［完全版］»

## Жюри
- 1990—1991: Ясуси Иноуэ, Ёсинори Яги, Сётаро Ясуока, Сэндзи Курои, Минако Оба, Акимаса Канно, Хидэо Такахаси.
- 1992—1994: состав тот же за исключением Иноуэ, скончавшегося в 1991.
- Во второй половине 1990-х в состав жюри вошли Юко Цусима (вместо Минако Оба) и Дзиро Кавамура (вместо скончавшегося Ёсинори Яги).
- 2001—2007: Ясуока, Курои, Канно, Такахаси, Цусима, Кавамура.
- с 2008: Курои, Канно, Цусима и Ивао Мацуяма (вместо скончавшегося Дзиро Кавамуры). Ясуока и Такахаси вышли из жюри в связи с преклонным возрастом.
- 2014: Курои, Канно, Мацуяма, Мидзуко Масуда.

## Комментарии
1. ↑  Переведено на русский язык.